# Бжозув
Бжозув (пол. Brzozów, также Берёзов, укр. Березів) — город в Польше, входит в Подкарпатское воеводство, Бжозувский повят. Имеет статус городско-сельской гмины. Занимает площадь 11,45 км². Население — 7799 человек (на 2004 год).

## История

#### В Польской Республике
С 23 декабря 1920 года до 4 декабря 1939 года в Львовском воеводстве Польской Республики. Центр Бжозувского повята. 

#### Вторая мировая война
Во время Второй мировой войны на территории города нацисты организовали гетто. Оно действовало со второй половины 1941 года до 10 августа 1942 года. Большая часть его узников была убита нацистами в пригородном лесу, оставшиеся — в лагере смерти «Белжец». 

## Известные уроженцы
- Валентин из Бржозова — гуситский священник, поэт, композитор XVI века.

Бжозув — панорама

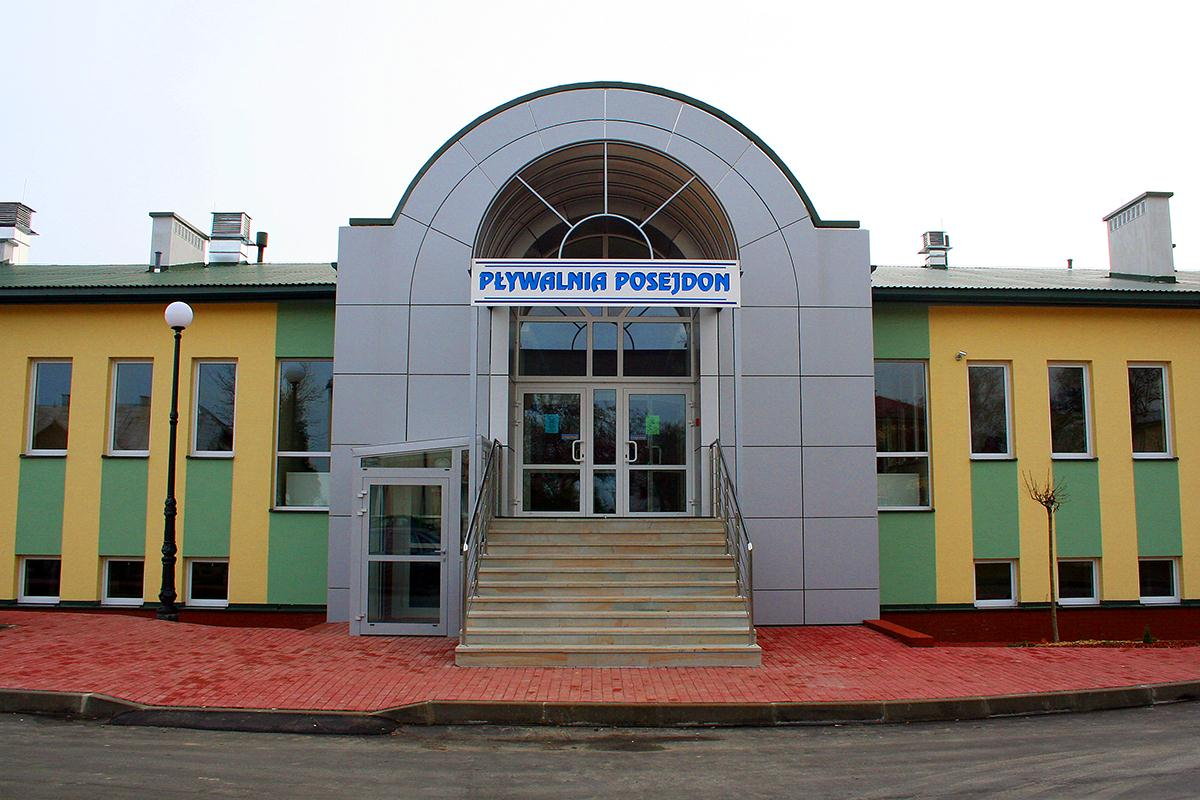
Бжозув

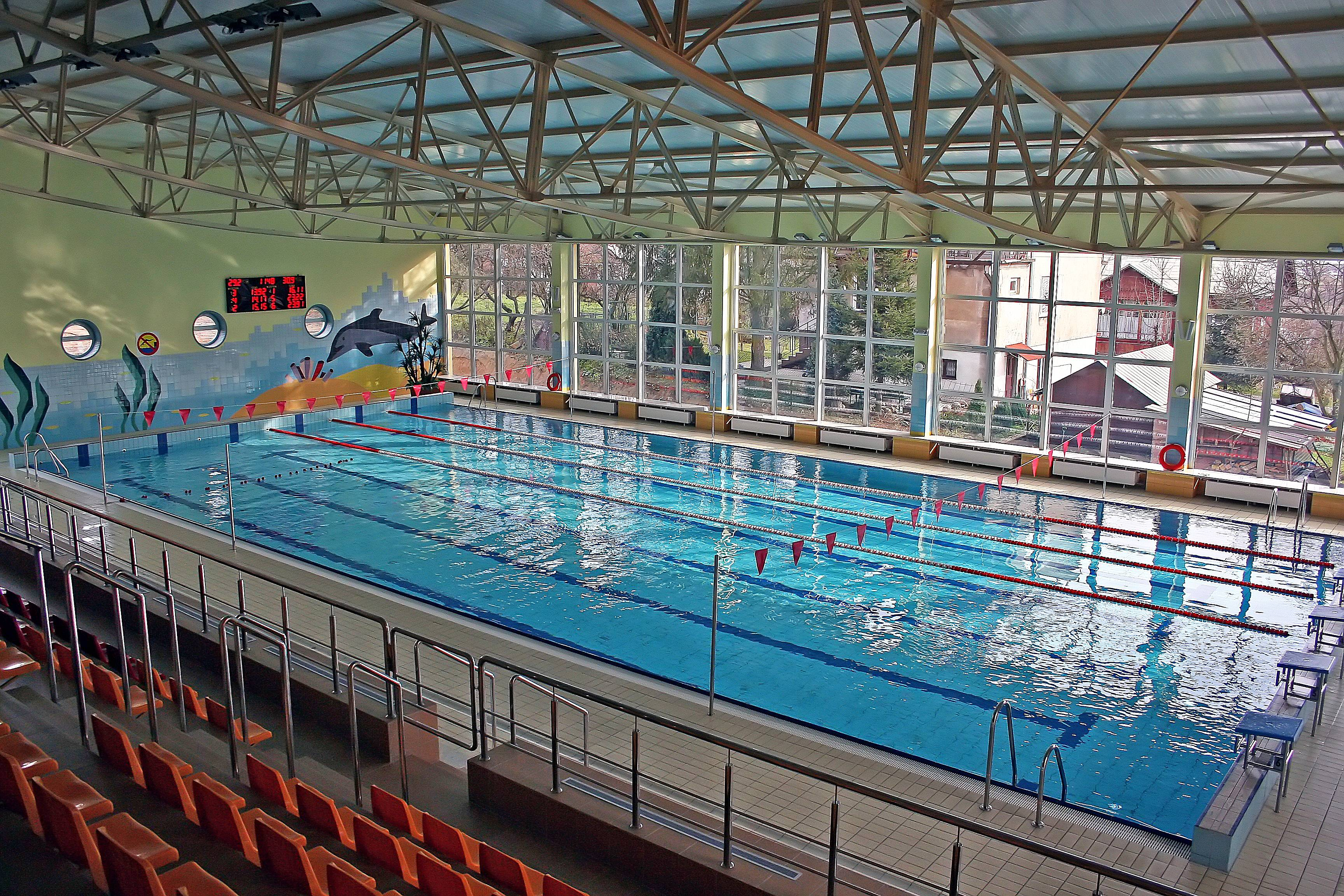
Бжозув